# Glaube und Wille
Glaube und Wille ist das Debütalbum der deutschen Rockband Veritas Maximus um den Sänger Kevin Russell, dem Frontmann der Band Böhse Onkelz. Es erschien am 30. Mai 2014 über das Label K28.

## Inhalt
Auf dem Album setzt sich Kevin Russell unter anderem mit seiner Drogenvergangenheit auseinander (Keine Macht den Drogen, Schicksalsflügel). Einige Songs sind außerdem gesellschafts- und medienkritisch (Noahs Erben, Bild Tilt). Der Titel Des Teufels Geleit richtet sich gegen die Katholische Kirche und den Papst.

## Covergestaltung
Das Albumcover zeigt die goldenen Schriftzüge Veritas Maximus sowie Glaube und Wille auf schwarzem Hintergrund. Mittig befinden sich zwei goldene Flügel, die eine Kugel mit der Zahl 28 umrahmen.

## Titelliste
| Professionelle Bewertungen | Professionelle Bewertungen |
| -------------------------- | -------------------------- |
| Kritiken                   |                            |
| Quelle                     | Bewertung                  |
| Metal Hammer               | [ 2 ]                      |
| Rock Hard                  | [ 3 ]                      |
| Pressure Magazine          | [ 4 ]                      |
| Das Rockt!                 | [ 5 ]                      |

| #  | Titel                  | Länge |
| -- | ---------------------- | ----- |
| 1  | Keine Macht den Drogen | 3:55  |
| 2  | Erkenne dich selbst    | 4:31  |
| 3  | Veni Vidi Veritas      | 5:51  |
| 4  | Heimat                 | 4:44  |
| 5  | Ehrlichkeit            | 4:24  |
| 6  | Verfechter des Bösen   | 5:18  |
| 7  | Schicksalsflügel       | 5:48  |
| 8  | Bild Tilt              | 4:14  |
| 9  | Kein Ende              | 5:08  |
| 10 | Satansmedium           | 3:45  |
| 11 | Noahs Erben            | 5:07  |
| 12 | Des Teufels Geleit     | 11:58 |

## Chartplatzierungen
Das Album stieg in der 25. Kalenderwoche des Jahres 2014 auf Platz fünf in die deutschen Charts ein und konnte sich acht Wochen in den Top 100 halten. Auch in Österreich und der Schweiz gelang der Einstieg in die Charts auf Rang 13 bzw. 29.

## Videos
Im Vorfeld des Albums erschien ein Musikvideo zum Lied Bild Tilt. Außerdem wurde später ein Lyric-Video zum Song Noahs Erben veröffentlicht.